# Ophthalmopachus ruber
Ophthalmopachus ruber is een eenoogkreeftjessoort. De wetenschappelijke naam van de soort is voor het eerst geldig gepubliceerd in 1866 door Hesse.